# Catedral de la Exaltación de la Santa Cruz (Sisak)
La Catedral de la Exaltación de la Santa Cruz o simplemente Catedral de Sisak (en croata: Katedrala Uzvišenja sv. Križa) es un edificio religioso de la Iglesia católica que funciona como la catedral en la diócesis de Sisak. Se encuentra en el centro de Sisak en la plaza Ban Jelačić.
La iglesia fue construida en el siglo XVIII y se dedicó en 1765. La torre fue construida en 1760.
Después de un terremoto en 1909, la antigua fachada barroca fue sustituida por una fachada de estilo neoclásico, con detalles en el estilo Art Nouveau. La iglesia también fue dañada durante la Guerra de Croacia.
El 5 de diciembre de 2009 el Papa Benedicto XVI estableció la diócesis de Sisak. Como resultado, la iglesia parroquial se convirtió en una catedral.